# Auditorio y Centro de Congresos Víctor Villegas
El  Auditorio y Centro de Congresos de la Región de Murcia "Víctor Villegas" se encuentra en la ciudad de Murcia y es el más grande de la Región de Murcia. Se encuentra a pocos minutos del centro de la ciudad. El primer módulo (auditorio) fue inaugurado en 1995, y posteriormente, en 2002, inició su actividad el centro de congresos.

## Proyecto
El Auditorio y Centro de Congresos “Víctor Villegas” está formado por dos edificios; el edificio principal contiene el auditorio y un segundo edificio concebido como anexo para congresos. El edificio del auditorio fue objeto de un concurso de proyectos que ganaron en 1987 los arquitectos José María García de Paredes e Ignacio García Pedrosa. José María García de Paredes murió antes de que se iniciara la construcción del edificio, la cual dirigió Ignacio García Pedrosa. El auditorio fue inaugurado en el año 1995, convirtiéndose en la principal infraestructura musical de la Región de Murcia. El edificio anexo de congresos, es obra de Paredes Pedrosa Arquitectos. El proyecto comenzó en 1998 y las obras se concluyerón en el 2002. 
El auditorio cuenta con dos salas de conciertos, la sala Narciso Yepes y la Sala Miguel Ángel Clares. El conjunto posee también 15 salas de reuniones dotadas de modernos medios audiovisuales, además de distintos espacios complementarios (despachos, salas técnicas, salas de autoridades, cafeterías…) y casi 3000 m² de áreas multiusos adecuadas para exposiciones comerciales, servicios de restauración y presentaciones.

## Principales Salas
- Sala Narciso Yepes

Gran sala sinfónica dotada con 1.768 butacas, un escenario de 300 m², una acústica espectacular, con magnífica visibilidad desde todas sus zonas. Es un espacio óptimo para acoger una amplia y rica programación con todo tipo de manifestaciones de la cultura musical universal: música sinfónica, ballet, opera, musicales, teatro, etc.
- Sala Miguel Ángel Clares

Esta sala cuenta con 469 butacas con excelente visibilidad y acústica. Su disposición y su amplio escenario de más de 90 m², hacen de este espacio un lugar idóneo para espectáculos de dimensión media (música de cámara, pop, flamenco, folk, etc…), convirtiéndose en un espacio versátil, intimista y que multiplica la cercanía entre artistas y espectadores.
- Sala audio (Multiusos 1)

Amplia sala de más de 1.200 m², diáfana, sin butacas, donde se realizan conciertos de los más variados estilos musicales (pop, rock, hip-hop, electrónica, dance, etc…). Es un espacio pensado para bailar y disfrutar en toda su plenitud, de una programación que abarca tanto los ritmos más novedosos como los clásicos de siempre.

## Las Orquestas
El auditorio posee dos orquestas residentes, la Orquesta Sinfónica de la Región Murcia (OSRM), cuya fundación inició su actividad en 2002, y la Orquesta de Jóvenes de la Región de Murcia (OJRM).

## Transporte público
El Auditorio tiene parada de las líneas C1 y C2 de autobuses urbanos.
Actualmente no cuenta con acceso mediante tranvía.

## Enlaces relacionados
- Portal de la Orquesta Sinfónica de la Región de Murcia
- Auditorio y Centro de Congresos "Víctor Villegas"